# Męczennicy z Drelowa
Męczennicy z Drelowa – 13 unitów zabitych 17 stycznia 1874 w Drelowie przez wojsko rosyjskie w czasie akcji przymusowego nawracania na prawosławie ludności unickiej na terenie zaboru rosyjskiego. W pacyfikacji drelowskich unitów, zgromadzonych przed cerkwią parafialną we wsi, wzięły udział dwie roty piechoty oraz sotnia kozacka.

## Geneza wydarzeń w Drelowie
Carowie Mikołaj I i Aleksander II konsekwentnie dążyli do likwidacji unii brzeskiej i nawrócenia wiernych unickich na prawosławie. Księża sprzeciwiający się tym działaniom byli więzieni i usuwani z parafii. Los taki spotkał proboszcza parafii drelowskiej Jana Welinowicza, internowanego w Chełmie za konsekwentny opór wobec przyjęcia prawosławia i nakłanianie wiernych do trwania przy unii. Jego syn Teofil, który przejął po nim parafię, przejawiał inną postawę. Za jego czasów z cerkwi w Drelowie zniknęły elementy wyposażenia związane z latynizacją liturgii (organy, ławki i ambona). Zaczął również wygłaszać kazania po rosyjsku, a w juliański Nowy Rok 1874 (13 stycznia 1874) ogłosił, że od tej pory będzie odprawiał jedynie liturgię prawosławną. Decyzja ta spotkała się z gwałtownym, spontanicznym protestem zgromadzonych – wśród ogólnego tumultu ksiądz został wyprowadzony na plebanię, a wierni zamknęli cerkiew i ukryli do niej klucze. Na czele ruchu stanęli Semen Pawluk i Teodor Ołtuszyk.

## Przebieg wydarzeń
Ks. Teofil Welinowicz udał się w bezpośrednim następstwie wypadków do Radzynia Podlaskiego, gdzie poinformował policję carską o zajściu. 16 stycznia 1874 anonimowy informator poinformował Pawluka, że następnego dnia w Drelowie może dojść do zbrojnej interwencji władz. Pawluk przekazał tę wiadomość do miejscowości Dołha, Rudno i Przegaliny, gdzie mieszkali wierni uniccy. Tego samego dnia do Drelowa przyjechał Wasilij Kotow, naczelnik powiatu radzyńskiego, by – bezskutecznie – wezwać mieszkańców wsi do zwrotu kluczy do cerkwi pod groźbą represji. Następnego dnia unici zaczęli zbierać się przed świątynią we wczesnych godzinach rannych. Naoczni świadkowie obliczali liczbę zebranych na ok. 1000 osób, które gromadziły się wokół cerkwi, na cmentarzu unickim i na plebanii.
Pod cerkwią zjawił się oddział wojska (2 roty piechoty i sotnia kozacka), blokując drogi wyjazdowe ze wsi i otaczając teren cerkwi. Obecny na miejscu zdarzenia Kotow po raz zaapelował o oddanie kluczy i rozejście się do domów. Wierni odpowiedzieli, że przybyli na modlitwę i nie oddadzą kluczy do świątyni. Wówczas wojsko zaczęło związywać zgromadzonych przygotowanymi sznurami i wynosić ich siłą poza teren cerkwi. Unici starali się rozwiązywać skrępowane osoby, szamotali się z żołnierzami. Na cmentarz wtargnęli kozacy i zaatakowali zebranych nahajkami i szablami, a także zaczęli ich tratować końmi. Około 10 żołnierzy zostało poturbowanych, opór unitów skłonił wojsko do wycofania się z cmentarza.
Zdenerwowany takim obrotem wypadków oficer rosyjski nakazał oddanie salwy w kierunku obrońców cerkwi. Pierwsze strzały padły w powietrze, kolejne, wymierzane przez parkan otaczający teren cerkwi, mierzyły w tłum, który jednak nie rozpraszał się. Unici zaintonowali pieśni Kto się w opiekę odda Panu swemu i Święty Boże. Padło kilku zabitych, między nimi Semen Pawluk. Wojsko otoczyło pozostałych na miejscu obrońców – niektórzy ratowali się ucieczką, inni nadal śpiewali lub modlili się. Żołnierze nie pozwolili zgromadzonym rozejść się do domów, lecz przetrzymywali ich pod cerkwią do popołudnia następnego dnia. Przybyły na miejsce zdarzeń Kotow nakazał zatrzeć ślady strzelaniny. W tym samym czasie wojsko rosyjskie zatrzymało na obrzeżach wsi grupę mieszkańców sąsiednich miejscowości, którzy pragnęli wesprzeć opór unicki.
Przetrzymywani pod cerkwią unici zostali wezwani do złożenia przysięgi na wierność prawosławiu, której odmówili. Wówczas Kotow nakazał wychłostać rózgami i nahajkami zgromadzonych – dzieci miały otrzymać do 25 uderzeń, kobiety do 100, zaś mężczyźni do 200. Domagano się również, by wierni obiecali posłuszeństwo wobec prawosławnego proboszcza. Zwłoki zabitych pod cerkwią oraz zmarłych na skutek razów zostały w pośpiechu pochowane i już po kilkudziesięciu latach, wobec zmian na cmentarzu, nikt nie był w stanie wskazać grobów. Kilkadziesiąt osób zostało aresztowanych, cerkiew drelowska została cerkwią prawosławną z Teofilem Welinowiczem jako proboszczem.

## Ofiary
W oficjalnym raporcie przesłanym przez rosyjskich oficerów liczba ofiar wynosiła 10 osób. W późniejszym czasie na podstawie relacji świadków ustalono, iż w Drelowie zginęły następujące osoby:
- Semen (Szymon) Pawluk
- Wincenty Bazyluk
- Teodor Ołtuszyk (Chwedor Bocian)
- Andrzej Charytoniuk
- Trochim Charytoniuk
- Jan Kościuczyk
- Teodor Kościuczyk
- Paweł Kozak
- Andrzej Kubik
- Jan Kubik
- Szymon Oleksiejuk
- Onufry Tomaszuk
- Jan (Damian) Łucik
- Jan Romaniuk

Ponadto dalsze 50 osób zostało rannych na skutek kul, ciosów szabel lub uderzeń nahajką, 9 z nich, w tym dwie kobiety, zmarło.

## Upamiętnienie
Imię Unitów Drelowskich nosi Szkoła Podstawowa w Drelowie.